# Franz Reichleitner
Franz Karl Reichleitner (Ried im Traunkreis, 2 dicembre 1906 – Fiume, 3 gennaio 1944) è stato un militare e ufficiale austriaco.
Fu ufficiale della Kriminalpolizei, membro del NSDAP (tessera n. 6.369.213) e Hauptsturmführer (capitano) delle SS (n. 357.065), partecipò al Programma T4 (Programma nazista di eutanasia) e fu comandante del campo di sterminio di Sobibór.

## Biografia
Reichleitner, austriaco, lavorò nella Kriminalpolizei austriaca con il grado di Kriminalsekretär (ispettore di polizia) e, dopo che l'Austria fu annessa al Reich con l'Anschluss del marzo del 1938, egli si ritrovò nei ranghi della Gestapo a Linz dove ebbe modo di conoscere Franz Stangl, anch'egli austriaco, futuro comandante del campo di sterminio di Sobibor e Treblinka.
Nella primavera del 1940 Reichleitner fu distaccato presso il Centro T4 di Hartheim ad Alkoven, vicino a Linz, uno dei sei centri di morte del Programma T4 di eugenetica nazista che si prefiggeva di eliminare i portatori di handicap mentali e fisici. Nel novembre 1940 anche Stangl, il vecchio collega della Kriminalpolizei, lo raggiunse ad Hartheim e i due si trovarono a dividere la stessa stanza.
Quando Christian Wirth fu nominato ispettore di tutti i sei centri di «eutanasia», Stangl divenne capo ufficio del Centro T4 di Hartheim e Reichleiter divenne il suo vice. In tale ruolo ricadeva la responsabilità di dirigere lo speciale ufficio di stato civile che provvedeva alla compilazione del registro mortuario e al rilascio dei certificati di morte e la gestione della corrispondenza con gli altri uffici del Programma T4.
Reichleitner sposò Anna Baumgartner di Steyr, un'amica della moglie di Stangl.
Nel maggio 1942 Stangl diventò il comandante di Sobibor, uno dei quattro campi di sterminio dell'Operazione Reinhard, e quando, a settembre, fu trasferito a Treblinka, Reichleiter gli succedette come nuovo comandante.
Fece costruire la cosiddetta strada del cielo, il percorso che portava alle camere a gas, lungo il quale gli ebrei subivano ogni forma di tortura. Fu responsabile della morte di oltre 100.000 ebrei e quando Himmler visitò il campo il 12 febbraio 1943, lo promosse SS-Hauptsturmführer (capitano). Governava il campo dalla scrivania, avventurandosi raramente all'interno del campo, e in pochissime occasioni fu presente all'arrivo dei prigionieri che lo soprannominarono Trottel («idiota», dall'insulto che egli stesso era solito utilizzare quando si rivolgeva a un ebreo) e Rosh (ladro in lingua ebraica).
Un prigioniero, scrisse:
(Moshe Bahir)
Una volta, quando, fortuitamente ed eccezionalmente, Reichleitner era presente all'arrivo del convoglio, accadde che un vecchio ebreo appena sceso da un vagone schiafeggiasse un sottufficiale delle SS, Karl Frenzel. Reichleitner trattenne il Frenzel dal reagire, prese in disparte il vecchio e lo uccise con un colpo di pistola di fronte ai suoi congiunti e alla moltitudine degli ebrei del trasporto.
Dopo la rivolta del 14 ottobre 1943 (mentre era in licenza) Himmler decise di chiudere il campo di Sobibor, e più in generale di terminare l'Operazione Reinhard, e cancellare tutte le tracce della sua esistenza mediante la Sonderaktion 1005.
Reichleitner, come la maggior parte del personale che aveva partecipato all'Operazione Reinhard, venne destinato all'Italia del nord ed impiegato nella lotta antipartigiana al seguito del capo dell'Operazione Reinhard, Odilo Globočnik, nominato il 13 settembre 1943 Höhere SS- und Polizeiführer (Comandante superiore delle SS e della Polizia) per la zona operativa del Litorale adriatico dove, insieme a Stangl, si distinse nella lotta contro i partigiani e gli ebrei che vivevano in Italia.
Il 3 gennaio 1944 Reichleitner fu catturato dai partigiani a Fiume e ucciso. Fu sepolto al blocco 15 nella tomba numero 1192 del cimitero tedesco di Costermano (Verona) con Christian Wirth e Gottfried Schwarz, che erano stati entrambi comandanti del Campo di sterminio di Bełżec.